# 17195 Джимрічардсон
17195 Джимрічардсон (17195 Jimrichardson) — астероїд головного поясу, відкритий 3 грудня 1999 року.
Тіссеранів параметр щодо Юпітера — 3,170.